# دی‌کلرافنازون
دی‌کلرافنازون (انگلیسی: Dichloralphenazone) مخلوط ۱:۲ از آنتی‌پیرین با کلرال هیدرات است. این ماده در ترکیب با پاراستامول و ایزومتپتن، ماده فعال داروهای میگرن و سردردهای تنشی از جمله اپیدرین و میدرین است. اختلالات عملکردی با این دارو رایج است و به عنوان مثال هنگام رانندگی وسایل نقلیه موتوری احتیاط توصیه می‌شود. کاربردهای اضافی دی‌کلرالفنازون شامل آرام بخش برای درمان بی خوابی کوتاه مدت است، اگرچه احتمالاً گزینه‌های دارویی بهتری برای درمان بی‌خوابی وجود دارد.